# Henryk Jędrusik (wicewojewoda)
Henryk Józef Jędrusik (ur. 21 września 1934 w Trith-Saint-Léger) – polski działacz partyjny i państwowy, w latach 1975–1979 wicewojewoda katowicki.

## Życiorys
Syn Marcelego i Zofii. W 1976 odbył kurs dla kadry kierowniczej w Ośrodku Doskonalenia Kadr Kierowniczych przy Komitecie Centralnym PZPR w Warszawie. W 1962 wstąpił do Polskiej Zjednoczonej Partii Robotniczej. Od 1964 do 1966 był sekretarzem w Komitecie Miasteczkowym PZPR w Dobrodzieniu, następnie od 1966 do 1973 pozostawał sekretarzem ds. rolnych w Komitecie Powiatowym PZPR w Lublińcu. Od 1973 zajmował stanowisko członka egzekutywy Komitetu Powiatowego PZPR Będzinie. Od 21 maja 1975 do ok. lipca 1979 zajmował stanowisko wicewojewody katowickiego.